# Little Willie John
William Edward John (Camden, Arkansas, 15 de novembro de 1937 - Warren, Michigan, 26 de maio de 1968), mais conhecido pelo pseudônimo Little Willie John foi um cantor e compositor de Rhythm and Blues americano da década de 1950 e 1960. Ele é responsável por singles notáveis como  Fever, uma das músicas do gênero mais regravadas da história da música. Em 1996, Little Willie John foi introduzido no Rock and Roll Hall of Fame.

## Biografia
Little Willie John nasceu no estado do Arkansas, mas sua família mudou-se para Detroit em 1942, durante o período da Segunda Guerra Mundial. Ele era irmão de Mable John, primeira mulher a integrar o staff da lendária Motown, trilhando carreira também na Stax. Em 1951 John participou de um concurso de talentos promovido pelo produtor Johnny Otis. O empresário musical ficou tão impressionado com ele que entrou em contato com a King Records e sugeriu que eles assinassem um contrato naquele ano, todavia sem sucesso. Em 1955, John fez um teste para Henry Glover, então chefe do escritório da King Records, em Nova York. Glover aprovou a apresentação e eles assinaram contrato para gravação do primeiro Lp. Dezesseis hits emplacaram o disco de estreia, entre eles All around the World, de Tito Turner, a priori seu primeiro sucesso comercial, alcançando o Top #5 da Billboard, Need your love so bad, escrito por seu irmão mais velho Mertis John Jr., e Leave my kitten alone, gravado posteriormente pelos Beatles em 1959, permanecendo inédita esta gravação até o ano de 1995. 
Um de seus maiores sucessos é a música  Fever, de 1956, uma das músicas mais regravadas da história da música, com versões de astros aclamados como Elvis Presley, Ella Fitzgerald, Ray Charles, Nancy Sinatra, Madonna, Beyoncé Knowles, entre outros. A versão de John vendeu mais de um milhão de cópias na época e foi premiada com um disco de ouro. Esta canção foi reutilizada na versão original de John para abertura de créditos do filme de 2010,  O assassino em mim, de Michael Winterbotton. Willie John era conhecido por sua impaciência e propensão ao abuso de álcool. Em 1966 ele foi condenado por homicídio culposo por uma tentativa de esfaqueamento após um show em Seattle e encaminhado a seguir para a penitenciária estadual de Washington. Ele recorreu da sentença, mas a condenação foi reconsiderada. Ele permaneceu lá encarcerado até sua morte em 1968, de um ataque cardíaco.

## Discografia
- Talk to me (King records, 1958)
- Mister Little Willie John (King records, 1958
- Sure things (King records, 1961)
- Fever (Sing records, 1988)

## Principais Singles
- All Around the World (1955)
- I'm Shakin (1960)
- Need your love so bad (1956)
- Fever (1956)
- Do something for me ((1956)
- Talk to me, talk to me (1958)
- You're a sweetheart (1958)
- Tell It Like It is (1958)
- Leave my kitten Alone (1959)
- Let them talk (1959)